# Bernhard König (Politiker, 1847)
Bernhard Josef König (* 6. Juli 1847 in Löningen; † 13. Mai 1926 ebenda) war ein deutscher Apotheker und als Politiker der Deutschen Zentrumspartei Abgeordneter im Oldenburgischen Landtag.

## Leben

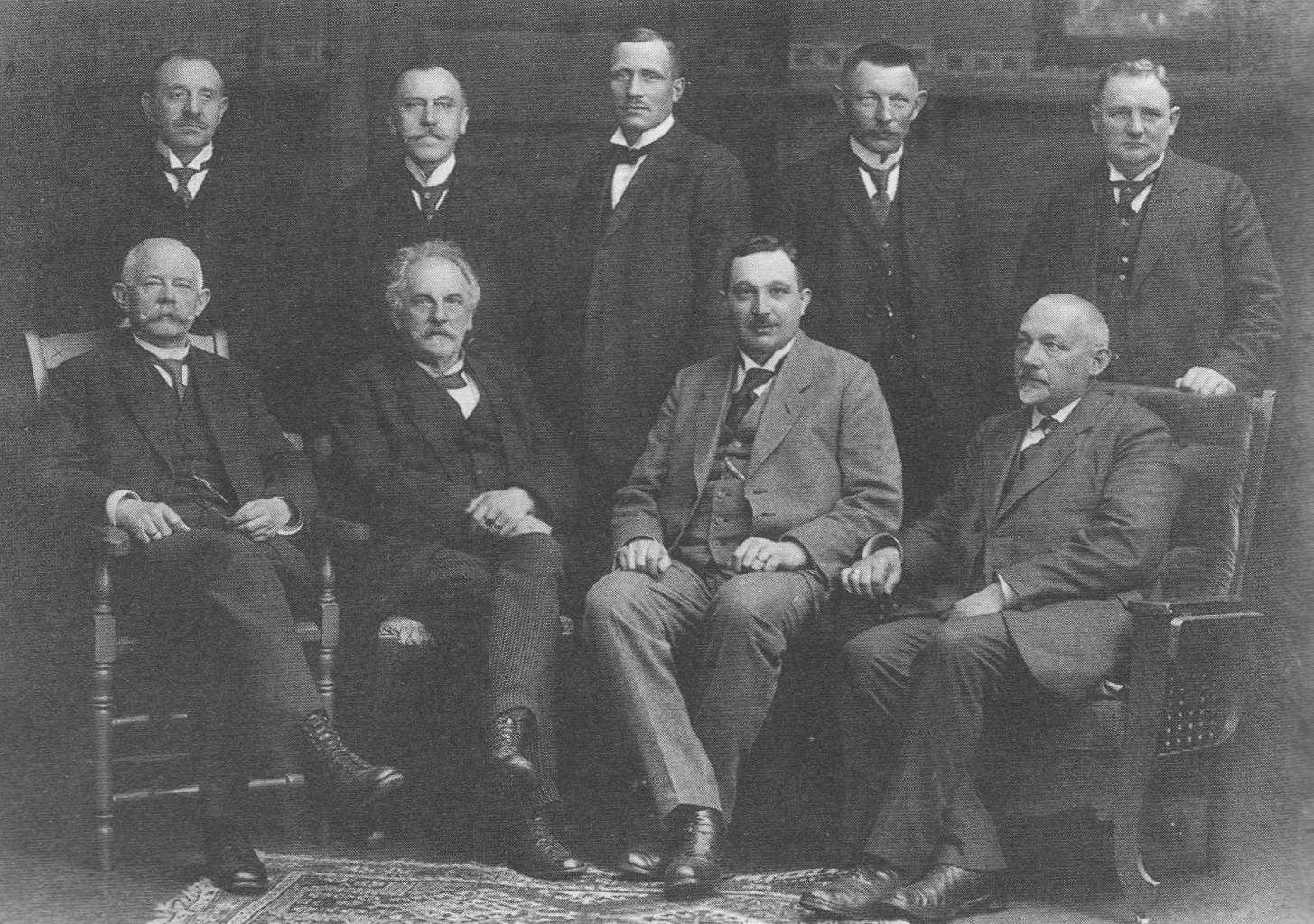
Bernhard König, zweiter sitzend links, Zentrumsfraktion Oldenburgischer Landtag

Die Familie König (Köninck) stammte ursprünglich aus Emden und zog um 1724 mit dem Wundarzt Bernardus Köninck (1704–1753) nach Cloppenburg. König war der zweite Sohn des Löninger Apothekers Hermann König und dessen Ehefrau Sophie geb. Weglage. Er besuchte das Gymnasium in Meppen und studierte anschließend Pharmazie an der Universität Leipzig. Danach war er zwei Jahre als Gehilfe in Berliner Apotheken tätig und übernahm 1883 die väterliche Apotheke in Löningen. Diese Tätigkeit ließ dem Junggesellen genügend Zeit für sein Engagement in der Kommunal- und Landespolitik. Er gehörte zu den Gründungsmitgliedern der Spar- und Darlehenskasse in Löningen und war seit 1887 Mitglied des Gemeinderats, später auch des Amtsvorstandes des Amtes Cloppenburg. 1907 verkaufte er die Apotheke, um sich ganz der Politik widmen zu können, und übernahm die Leitung der örtlichen Gasanstalt. Von 1911 bis 1923 war er Mitglied des Oldenburgischen Landtags und schloss sich der Zentrumsfraktion an, deren Vorsitz er zeitweilig übernahm. Daneben war er Mitglied des Oldenburgischen Staatsgerichtshofes und der Staatsbankdirektion. Als Abgeordneter setzte er sich besonders für die Regulierung der Hase, für die Errichtung der Überlandzentrale und für den Ausbau der Landwirtschaftsschulen ein. Er spielte auch eine aktive Rolle in der Heimatbewegung und förderte die Gründung eines Cloppenburger Heimatmuseums, dem er seine umfangreiche kulturhistorische Sammlung schenkte. Daneben war er ein engagiertes Mitglied des Oldenburger Landesvereins für Altertumskunde und Landesgeschichte.